# Skoki narciarskie na Chińskich Igrzyskach Zimowych 2020
Skoki narciarskie na Chińskich Igrzyskach Zimowych 2020 – zawody w skokach narciarskich mające wyłonić najlepszych skoczków w Chinach. W ramach Chińskich Igrzysk Zimowych 2020 rozegrano zarówno zawody letnie (w dniach 10–13 października 2019 w Planicy), jak i zawody zimowe (w dniach 3–5 stycznia 2020, także w Planicy). 
W ramach zmagań na igelicie złoty medal na skoczni dużej wywalczył Tian Zhandong. Na drugim oraz trzecim miejscu sklasyfikowani zostali kolejno Chen Zhe oraz Zhao Zihe. W konkursie drużyn mieszanych triumfowała drużyna Jilin w składzie: Li Chao, Yang Guang, Ma Tong i Li Xueyao. Na drugim miejscu sklasyfikowana została ekipa Liaoning, a na trzecim Heilongjiang. Na najwyższym stopniu podium w rywalizacji kobiet zdobyła Li Xueyao. Na drugim miejscu ze stratą niespełna czterdziestu punktów sklasyfikowana została Zhou Fangyu. Brązowy medal zdobyła Ma Tong tracąc do miejsca wyżej dwa punkty. W zawodach udział wzięło piętnaście zawodniczek. Na skoczni normalnej złoty krążek zdobył Yang Guang wyprzedzając o niespełna dwanaście punktów drugiego Chen Zhe. Skład podium uzupełnił Li Chao straciwszy do miejsca wyżej ponad niespełna trzynaście punktów. W konkursie wystartowało trzydziestu jeden skoczków.
W zawodach zimowych przeprowadzono 5 konkursów: indywidualny mężczyzn i kobiet na skoczni normalnej, indywidualny mężczyzn na skoczni dużej, drużynowy mężczyzn na skoczni normalnej i drużyn mieszanych na skoczni normalnej. W rywalizacji indywidualnej na skoczni normalnej triumfowali: Li Xueyao (kobiety) i Li Chao (mężczyźni), na obiekcie dużym najlepszy był Li Chao. W rywalizacji drużynowej mężczyzn triumfował zespół prowincji Jilin (Tian Zhandong, Chen Zhe, Li Chao oraz Yang Guang), powtarzając ten sukces w rywalizacji mikstów (Ma Tong, Li Chao, Li Xueyao i Yang Guang).

## Wyniki

### Zawody letnie (10–13 października 2019)

#### Mężczyźni

##### Skocznia duża (HS138) – 11 października 2019
| Msc. | Zawodnik      | I seria | II seria | Punkty |
| ---- | ------------- | ------- | -------- | ------ |
| 1.   | Tian Zhandong | 122,0 m | 122,0 m  | 208,1  |
| 2.   | Chen Zhe      | 114,5 m | 110,0 m  | ?      |
| 3.   | Zhao Zihe     | 113,0 m | 105,0 m  | ?      |
| ...  |               |         |          |        |

##### Skocznia normalna (HS102) – 13 października 2019
| Msc. | Zawodnik   | I seria | II seria | Punkty |
| ---- | ---------- | ------- | -------- | ------ |
| 1.   | Yang Guang | 90,5 m  | 96,0 m   | 217,0  |
| 2.   | Chen Zhe   | 91,0 m  | 91,0 m   | 205,5  |
| 3.   | Li Chao    | 87,5 m  | 92,0 m   | 193,0  |
| ...  |            |         |          |        |

#### Kobiety

##### Skocznia normalna (HS102) – 13 października 2019
| Msc. | Zawodniczka | I seria | II seria | Punkty |
| ---- | ----------- | ------- | -------- | ------ |
| 1.   | Li Xueyao   | 91,0 m  | 91,0 m   | 206,5  |
| 2.   | Zhou Fangyu | 82,0 m  | 84,5 m   | 167,0  |
| 3.   | Ma Tong     | 88,0 m  | 78,0 m   | 165,0  |
| ...  |             |         |          |        |

#### Drużynowo

##### Konkurs mikstów na skoczni normalnej (HS102) – 11 października 2019
| Msc. | Prowincja    | Zawodnicy                               | Punkty |
| ---- | ------------ | --------------------------------------- | ------ |
| 1.   | Jilin        | Li Chao, Yang Guang, Ma Tong, Li Xueyao | 720,1  |
| 2.   | Liaoning     | ?                                       | ?      |
| 3.   | Heilongjiang | Zhao Zihe, ?                            | ?      |
| ...  |              |                                         |        |

### Zawody zimowe (3–5 stycznia 2020)

#### Mężczyźni

##### Skocznia normalna (HS102) – 3 stycznia 2020
Źródło:
| Miejsce | Zawodnik      | Prowincja    | I seria | II seria | Punkty |
| ------- | ------------- | ------------ | ------- | -------- | ------ |
| 1.      | Li Chao       | Jilin        | 95,0 m  | 93,5 m   | 230,4  |
| 2.      | Yang Guang    | Jilin        | 98,5 m  | 93,0 m   | 230,3  |
| 3.      | Zhao Zihe     | Heilongjiang | 93,5 m  | 91,0 m   | 216,8  |
| 4.      | Chen Zhe      | Jilin        | 94,0 m  | 92,5 m   | 214,1  |
| 5.      | Hu Jingtao    | Jilin        | 91,5 m  | 93,0 m   | 213,5  |
| 6.      | Tian Zhandong | Liaoning     | 94,0 m  | 90,0 m   | 211,5  |
| 7.      | Zhao Chuan    | Henan        | 88,5 m  | 87,0 m   | 192,3  |
| 8.      | Zhao Jiawen   | Heilongjiang | 87,0 m  | 90,0 m   | 190,8  |
| 9.      | Zhou Xiaoyang | Henan        | 86,5 m  | 88,5 m   | 182,4  |
| 10.     | Lu Yixin      | Sinciang     | 87,5 m  | 88,5 m   | 180,8  |
| ...     |               |              |         |          |        |

##### Skocznia duża (HS138) – 4 stycznia 2020
Źródło:
| Miejsce | Zawodnik      | Prowincja    | I seria | II seria | Punkty |
| ------- | ------------- | ------------ | ------- | -------- | ------ |
| 1.      | Li Chao       | Jilin        | 128,5 m | 126,0 m  | 239,9  |
| 2.      | Yang Guang    | Jilin        | 123,0 m | 123,5 m  | 230,3  |
| 3.      | Tian Zhandong | Liaoning     | 123,0 m | 122,5 m  | 213,6  |
| 4.      | Chen Zhe      | Jilin        | 118,0 m | 123,0 m  | 205,4  |
| 5.      | Zhao Zihe     | Heilongjiang | 117,5 m | 116,0 m  | 197,4  |
| 6.      | Hu Jingtao    | Jilin        | 116,0 m | 116,5 m  | 181,4  |
| 7.      | Zhao Jiawen   | Heilongjiang | 115,5 m | 113,0 m  | 177,3  |
| 8.      | Wang Rui      | Henan        | 112,5 m | 107,5 m  | 174,0  |
| 9.      | Zhou Xiaoyang | Henan        | 109,5 m | 115,5 m  | 170,0  |
| 10.     | Lu Yixin      | Sinciang     | 113,5 m | 112,5 m  | 165,9  |
| 11.     | Liu Zhuang    | Jilin        | 110,0 m | 113,0 m  | 159,3  |
| 12.     | Zhao Chuan    | Henan        | 105,0 m | 109,0 m  | 154,7  |
| 13.     | Zhen Weijie   | Zhejiang     | 113,0 m | 116,5 m  | 153,2  |
| 14.     | Xing Hongyan  | Jilin        | 106,0 m | 104,5 m  | 142,4  |
| 15.     | Cui Qihang    | Jilin        | 106,5 m | 103,5 m  | 139,0  |
| 16.     | Huang Xuyu    | Jiangxi      | 109,0 m | 103,5 m  | 137,0  |
| 17.     | Zeng Jincheng | Pekin        | 103,5 m | 103,5 m  | 132,9  |
| 18.     | Xiao Qingdong | Heilongjiang | 107,5 m | 103,0 m  | 131,5  |
| 19.     | Zhu Honglin   | Henan        | 97,5 m  | 100,0 m  | 120,1  |
| 20.     | Li Guozheng   | Jilin        | 97,0 m  | 98,0 m   | 108,7  |
| 21.     | Gong Shouyi   | Jilin        | 98,0 m  | 92,0 m   | 93,8   |
| 22.     | Cai Wancheng  | Jilin        | 87,5 m  | 87,5 m   | 70,3   |
| 23.     | Feng Jinlong  | Hubei        | 82,0 m  | 83,5 m   | 54,9   |
| 24.     | Cai Wanshan   | Jilin        | 87,5 m  | DNS      | 45,0   |
| –       | Sun Jianping  | Jilin        | DNS     | DNS      | 0,0    |

#### Kobiety

##### Skocznia normalna (HS102) – 3 stycznia 2020
Źródło:
| Miejsce | Zawodniczka   | Prowincja    | I seria | II seria | Punkty |
| ------- | ------------- | ------------ | ------- | -------- | ------ |
| 1.      | Li Xueyao     | Jilin        | 89,5 m  | 92,5 m   | 213,1  |
| 2.      | Ni Xiaotong   | Jiangxi      | 86,5 m  | 87,5 m   | 182,1  |
| 3.      | Dong Bing     | Jilin        | 82,5 m  | 86,0 m   | 175,2  |
| 4.      | Zhou Fangyu   | Jilin        | 72,0 m  | 87,5 m   | 154,8  |
| 5.      | Zhai Yujia    | Szantung     | 69,5 m  | 70,5 m   | 111,1  |
| 6.      | Wang Sijia    | Heilongjiang | 64,0 m  | 73,0 m   | 105,2  |
| 7.      | Ren Jiao Jiao | Shanxi       | 71,5 m  | 64,0 m   | 97,6   |
| 8.      | Peng Qingyue  | Junnan       | 66,0 m  | 65,5 m   | 89,3   |
| 9.      | Shao Birun    | Henan        | 77,5 m  | DSQ      | 75,8   |
| 10.     | Wang Liangyao | Zhejiang     | 77,5 m  | DSQ      | 74,6   |
| ...     |               |              |         |          |        |

#### Drużynowo

##### Konkurs mężczyzn na skoczni normalnej (HS102) – 4 stycznia 2020
Źródło:
| Miejsce | Prowincja | Zawodnik      | I seria | II seria | Nota  | Punkty |
| ------- | --------- | ------------- | ------- | -------- | ----- | ------ |
| 1.      | Jilin     | Tian Zhandong | 92,0 m  | 96,5 m   | 216,6 | 882,2  |
| 1.      | Jilin     | Chen Zhe      | 90,5 m  | 89,0 m   | 210,4 | 882,2  |
| 1.      | Jilin     | Li Chao       | 93,0 m  | 94,0 m   | 215,4 | 882,2  |
| 1.      | Jilin     | Yang Guang    | 96,5 m  | 97,0 m   | 239,8 | 882,2  |
| 2.      | Henan     | Sun Jianping  | 88,5 m  | 85,0 m   | 167,7 | 765,6  |
| 2.      | Henan     | Zhao Chuan    | 89,5 m  | 85,5 m   | 193,6 | 765,6  |
| 2.      | Henan     | Hu Jingtao    | 90,0 m  | 91,5 m   | 208,7 | 765,6  |
| 2.      | Henan     | Zhou Xiaoyang | 91,5 m  | 88,0 m   | 195,6 | 765,6  |
| 3.      | Sinciang  | Lu Yixin      | 88,5 m  | 90,5 m   | 196,4 | 753,3  |
| 3.      | Sinciang  | Zhu Honglin   | 84,5 m  | 81,5 m   | 171,4 | 753,3  |
| 3.      | Sinciang  | Zhen Weijie   | 87,5 m  | 88,0 m   | 186,1 | 753,3  |
| 3.      | Sinciang  | Wang Rui      | 87,5 m  | 92,0 m   | 199,4 | 753,3  |
| ...     |           |               |         |          |       |        |

##### Konkurs mikstów na skoczni normalnej (HS102) – 5 stycznia 2020
Źródło:
| Miejsce | Prowincja    | Zawodnik      | I seria | II seria | Nota  | Punkty |
| ------- | ------------ | ------------- | ------- | -------- | ----- | ------ |
| 1.      | Jilin        | Ma Tong       | 81,5 m  | DNS      | 64,1  | 721,2  |
| 1.      | Jilin        | Li Chao       | 94,5 m  | 91,5 m   | 223,8 | 721,2  |
| 1.      | Jilin        | Li Xueyao     | 90,5 m  | 89,0 m   | 206,9 | 721,2  |
| 1.      | Jilin        | Yang Guang    | 93,5 m  | 92,5 m   | 226,4 | 721,2  |
| 2.      | Heilongjiang | Dong Bing     | 79,5 m  | 81,5 m   | 172,1 | 675,2  |
| 2.      | Heilongjiang | Zhao Jiawen   | 90,5 m  | 87,5 m   | 188,7 | 675,2  |
| 2.      | Heilongjiang | Wang Sijia    | 68,0 m  | 70,0 m   | 113,0 | 675,2  |
| 2.      | Heilongjiang | Zhao Zihe     | 90,0 m  | 88,5 m   | 201,4 | 675,2  |
| 3.      | Liaoning     | Zhou Fangyu   | 79,0 m  | 79,5 m   | 155,3 | 667,1  |
| 3.      | Liaoning     | Chen Zhe      | 92,0 m  | 93,5 m   | 214,4 | 667,1  |
| 3.      | Liaoning     | Ni Xiaotong   | 86,5 m  | DSQ      | 94,5  | 667,1  |
| 3.      | Liaoning     | Tian Zhandong | 92,0 m  | 90,5 m   | 202,9 | 667,1  |
| ...     |              |               |         |          |       |        |